# Michaela Gläßer
Michaela Gläßer (* 8. Januar 1983 in Rodewisch) ist eine deutsch-tschechische Skeletonpilotin.
Michaela Gläßer begann 2001 mit dem Skeletonsport. Die Athletin, die in Nová Ves nad Nisou und Horgen lebt und zeitweise für den BSC München, heute für den WSV Königssee am Start war, tritt international für Tschechien an. Dem tschechischen Nationalkader gehört sie seit 2007 an. Trainiert wird sie von Pavel Lubas.
2001 wurde Gläßer erstmals Dritte bei deutschen Jugendmeisterschaften und Elfte bei den Deutschen Meisterschaften. Ein Jahr später wurde sie in denselben Wettbewerben Siebte und 12, 2004 Vierte und Neunte, 2005 Sechste und 13. Ihr internationales Debüt gab Gläßer erst nach ihrem Wechsel in den Nationalkader Tschechiens im November 2007 im Rahmen des Skeleton-Europacups als 14. in Igls. Schon im zweiten Rennen kam sie als Fünftplatzierte in Königssee unter die besten zehn. Daneben startete sie in Rennen im Rahmen des Skeleton-Interkontinantalcups und des Skeleton-America’s-Cups. In fünf internationalen Rennen der Saison 2007/08 belegte Gläßer Top-Ten-Platzierungen. In der Gesamtwertung des Europacups kam sie auf den siebten Platz. Höhepunkt der Saison wurde die erstmalige Teilnahme an den Skeleton-Weltmeisterschaften in Altenberg, wo Gläßer 23. wurde. In der Saison 2008/09 nahm Gläßer an der Intercontinentalcup-Serie komplett teil und erreicht dort in Königssee mit dem 11. Platz ihr bestes Saisonresultat. In der Gesamtwertung des ICC wurde sie 13. Bei der anschließenden Weltmeisterschaft in Lake Placid belegte sie den 24. Rang.